# Den gamle sjöbjörnen
Den gamle sjöbjörnen (tyska: Der alte Seebär), i Sverige ofta kallad Fiskargubben, är en målning från troligtvis sent 1930-tal, av den tyske marinmålaren och impressionisten Harry Haerendel (1893–1982). Haerendel målade själv motivet flera gånger och sålde år 1940 tryckrättigheterna till målningen till det tyska konstförlag Kunstanstalten May (KAMAG), som sedan tryckte upp den i stora upplagor. Motivet nådde stor popularitet i Skandinavien och i Sverige förknippas motivet starkt med Göteborg och Västkusten. Fiskargubben av Harry Haerendel är ett omtyckt motiv för masstillverkade målningar inom hötorgskonsten.

## Konstnären
Harry Haerendel föddes i Hamburg i Tyskland den 14 juli 1893. Han studerade konst vid den statliga konstskolan i Hamburg (idag Hochschule für bildende Künste Hamburg, HFBK Hamburg), där han var elev till Arthur Siebelist och Paul Lichtwark. Han fortsatte därefter sin utbildning vid Reimannskolan i Berlin. Han gjorde studieresor till Schweiz, Nederländerna, Österrike och Italien. Haerendel var aktiv i Hamburg som genremålare och gjorde flera målningar med marina motiv, däribland Altona fiskmarknad och Sjöman med pipa. Han har även målat porträtt av Adolf Hitler och Hermann Göring. Haerendel avled i Hamburg den 16 november 1982.

## Motivet
Den gamle sjöbjörnen målades av Harry Haerendel. Ingen vet exakt vilket år som Haerendel målade tavlan, men enligt Gerhard Haerendel, som är son till konstnären, målade Haerendel troligtvis Der Alte Seebär under sent 1930-talet eller omkring år 1940. Vissa andra källor uppger att den målades redan 1920. Målningen avbildar en sjöman med sydväst, oljerock, skepparkrans och pipa.

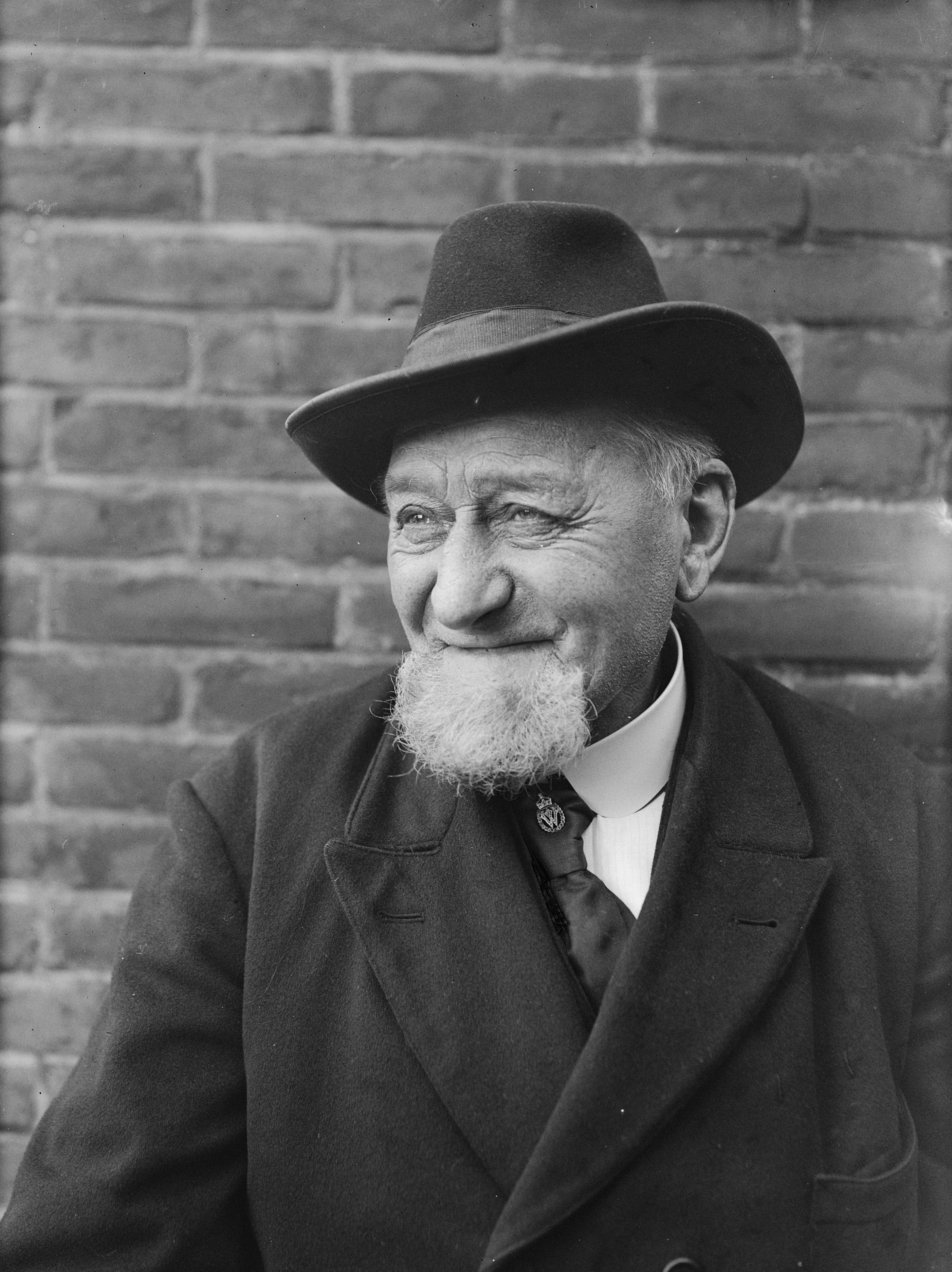
Fotografi av Dorus Rijkers, från år 1927. Rijkers har ofta påståtts vara den porträtterade på tavlan.

Vem motivet föreställer har varit omdiskuterat och det finns många myter och förklaringar. Den vanligaste uppfattningen har varit att målningen porträtterar den legendariske nederländske räddningsbåtskaptenen Dorus Rijkers. Porträttet ska då ha målats efter ett fotografi av Rijkers. Rijkers är mycket berömd i Nederländerna. Han var verksam i den lilla staden Den Helder vid Nordsjön och räddade livet på ett stort antal människor i sjönöd. Det är en omhuldad myt i Nederländerna att det är Rijkers som är avporträtterad.
Men i en intervju med Harry Haerendel som gjordes bara några månader innan han gick bort och som publicerades den 18 september 1982 i tidningen Münsterländische Tageszeitung, berättade konstnären att mannen på bilden var en fiskare. I texten omnämns fiskaren bara  som kapten Meyer. Haerendel berättade att han minns att fiskaren hade en grön båt.
Fredrik Björkman, som  driver Sveriges Fiskargubbemuseum, ägnade ett långt sökande åt att försöka upptäcka historien bakom tavlan. Björkman kom slutligen i kontakt med sönerna till Harry Harendel som kunde berätta hur Der Alte Seebär kom till. Sonen Harry Herendel berättade att deras pappa, konstnären Harry Haerendel, brukade promenera i hamnkvarteren i Hamburg. I Finkenwerder, som på den här tiden var en fiskehamn utanför Hamburg, såg Haerendel en dag en man som hade tyckte hade ett markant, karaktäristiskt ansikte som skulle göra sig bra som porträtt. Mannen hette Meyer och var fiskare. Fiskaren arbetade på en båt på Elbe och hans hemmahamn var Finkenwerder. Fiskaren ville dock inte bli avmålad, men efter lång övertalning fick Haerendel slutligen måla av hans porträtt. Enligt tidningsartikeln i  Münsterländische Tageszeitung fick Haerendel betala fiskaren 20 Mark för att få måla hans porträtt.
Haerendel sålde tryckrättigheterna för motivet 1940 till det tyska konstförlag Kunstanstalten May (KAMAG) för 200 Mark, som sedan tryckte upp den i stora upplagor.

## I Skandinavien
Den gamle sjöbjörnen är ett populärt motiv i Skandinavien och en av de vanligaste reproduktionerna i  Sverige. Trycket började säljas i Sverige av Åhlén och Holm 1955. Tavlor med reproduktioner av målningen hänger i många hem längs Nordsjöns kuster. I Sverige är motivet starkt förknippat med Göteborg och Västkusten. Motivet har tillverkats i otaliga reproduktioner och förekommer idag på allt ifrån planscher, olika textilier, prydnadsföremål till husgeråd.

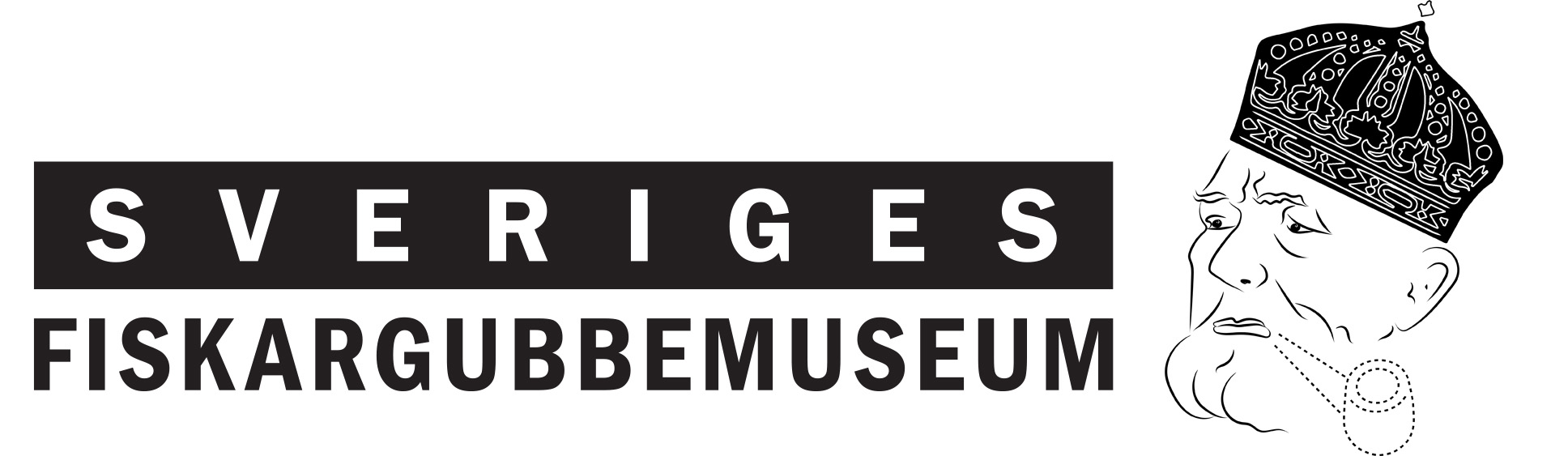
Den officiella logotypen för Sveriges fiskargubbemuseum.

I Sverige, Norge och Danmark finns olika berättelser som gör gällande att porträttet föreställer en lokal fiskare eller sjöman. En vanlig berättelse är att det var en äldre släkting i tidigare led som satt modell för målningen. I Sverige sägs till exempel att porträttet lär föreställa en sjöman vid namn Karl August Rydberg som ska ha fötts i slutet av 1800-talet i Göteborg. Dessa berättelser är dock endast skrönor.
I Söderala utanför Söderhamn finns Sveriges fiskargubbemuseum, som drivs av Fredrik Björkman och som helt fokuserar på målningen av fiskargubben.